# Anna Švécarová
Anna Švécarová (11. října 1936 – 25. července 2012) byla česká pedagožka a botanička.

## Životopis
Vystudovala biologii a geografii na Přírodovědecké fakultě Univerzity Palackého v Olomouci. Mezi lety 1960–1996 vyučovala na Gymnáziu Jiřího Wolkera v Prostějově, v letech 1990–1993 zde byla zástupkyní ředitele. Angažovala se v Občanském fóru. V roce 1990 byla zvolena do zastupitelstva města Prostějova a mezi lety 1990–1994 byla radní. Mezi léty 1992–1999 vyučovala na Cyrilometodějském gymnáziu v Prostějově, které pomáhala založit. V roce 2003 publikovala v Prostějovském týdnu seriál článků o prostějovských stromech a parcích.
Podílela se na organizování a vedení středoškolské odborné činnosti, byla členkou i celostátního koordinačního výboru. Spolupracovala s ČSOP Iris Prostějov.

## Dílo (výběr)
- Geografická charakteristika. In: Prostějov. Dějiny města. Díl 1. Prostějov 2000, s. 17–22.
- O prostějovském obelisku, jednom pomníku a bludném kameni. Zpravodaj Muzea Prostějovska v Prostějově, 2005, s. 1–13.
- Parky a dřeviny Prostějova. Prostějov 2007.
- Příběhy spící v mramoru - námět a scénář. Dokumentární film o významných zemřelých osobnostech Prostějova, 2011[5]

## Ocenění
- Cena města Prostějova (2008)[6]